# Dariusz Pietrasiak
Dariusz Pietrasiak (ur. 12 lutego 1980 w Sandomierzu) – polski piłkarz grający na pozycji obrońcy oraz trener, Reprezentant Polski. Mistrz Polski w sezonie 2011/2012 i wicemistrz Polski w sezonie 2006/2007.

## Życie prywatne
Dariusz Pietrasiak urodził się 12 lutego 1980 roku w Sandomierzu. Dzieciństwo spędził we Włostowie. Ukończył Technikum Hutniczo-Mechaniczne w Ostrowcu Świętokrzyskim.

## Życiorys

### Kariera klubowa

#### Początki kariery (1998-2003)
Dariusz Pietrasiak rozpoczynał karierę piłkarską w Cukrowniku Włostów. Z zespołem tym występował w sezonie 1998/99 w klasie okręgowej. Po zakończeniu rozgrywek podpisał kontrakt z klubem KSZO Ostrowiec Świętokrzyski. W pierwszym sezonie występów w nowym zespole zdobył 5 bramek. W sezonie 2000/01 także zdobył 5 goli, a KSZO awansował do ówczesnej pierwszej ligi. W pierwszej lidze zadebiutował 21 lipca 2001 roku w spotkaniu przeciwko Wiśle Kraków, w którym grał do 72. minuty, kiedy to został zmieniony przez Marcina Wróbla. W sezonie 2001/02 zagrał łącznie w 18. spotkaniach ligowych, w których nie zdobył bramki. Wystąpił także w pierwszym spotkaniu barażowym o utrzymanie w pierwszej lidze, a jego zespół wygrał oba mecze barażowe z Górnikiem Łęczna i utrzymał się w lidze. W kolejnym sezonie wystąpił w 16. spotkaniach ligowych, a jego zespół zajął w tabeli 15. miejsce i spadł z ligi. Pietrasiak strzelił wówczas swojego pierwszego gola w pierwszej lidze. W przegranym 1-2 meczu przeciwko Odrze Wodzisław Śląski, rozegranym 17 maja 2003, zdobył bramkę w 78. minucie gry. W rozegranym blisko miesiąc wcześniej spotkaniu przeciwko Pogoni Szczecin Pietrasiak po raz pierwszy wykonywał rzut karny, jednak nie zdobył bramki, a KSZO przegrał 0-1. W rundzie jesiennej sezonu 2003/2004 występował w rozgrywkach drugiej ligi w barwach KSZO. W 14. spotkaniach ligowych zdobył 2. bramki, jednak zespół z Ostrowca Świętokrzyskiego po zakończeniu rundy wycofał się z rozgrywek.

#### GKS Bełchatów (2004-2010)

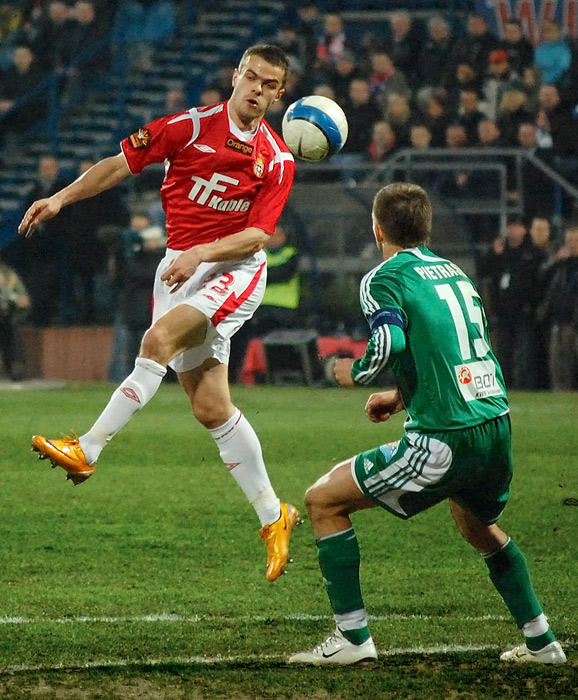
Dariusz Pietrasiak (z prawej z nr 15) w barwach GKS Bełchatów w meczu z Wisłą Kraków. Obok Paweł Brożek.

Po wycofaniu się z rozgrywek ligowych KSZO, Pietrasiak przeniósł się do innego drugoligowego wówczas klubu, GKS-u Bełchatów, gdzie został podstawowym zawodnikiem. W rundzie wiosennej wystąpił w 12. spotkaniach ligowych, w których nie zdobył gola, a jego klub zajął 4. miejsce w tabeli, przegrywając miejsce w barażach o pierwszą ligę gorszym bilansem meczów bezpośrednich z Cracovią. W kolejnym sezonie Pietrasiak zagrał w 24. meczach ligowych, zdobywając po bramce w spotkaniach z Arką Gdynia, Górnikiem Polkowice oraz Szczakowianką Jaworzno, a GKS Bełchatów, w którym występował, zajął w tabeli 2. miejsce i awansował do ówczesnej pierwszej ligi. W sezonie 2005/06 wystąpił w 18. meczach ligowych, w których nie zdobył żadnego gola. W przegranym spotkaniu przeciwko Legii Warszawa, rozegranym 3 marca 2006 roku, zdobył pierwszą bramkę samobójczą w historii jego występów w pierwszej lidze. W kolejnym sezonie był podstawowym zawodnikiem GKS-u Bełchatów, z którym zdobył wicemistrzostwo Polski oraz został finalistą Pucharu Ekstraklasy. Pietrasiak wystąpił łącznie w 29. spotkaniach ligowych, w których zdobył cztery gole. W spotkaniu przeciwko Dyskobolii Grodzisk Wielkopolski, rozegranym 16 września 2006, po raz drugi w karierze zdobył bramkę samobójczą. 19 lipca 2007 roku, podczas meczu Pucharu UEFA z gruzińskim Ameri Tbilisi, zadebiutował w europejskich pucharach. Strzelił dwa gole, a jego zespół wygrał 2-0. Były to także pierwsze bramki w historii występów GKS-u Bełchatów w europejskich pucharach. W sezonie 2007/08 Pietrasiak wystąpił w 24 spotkaniach ligowych, w których zdobył jedną bramkę. W kolejnym sezonie do 22. kolejki spotkań był podstawowym zawodnikiem GKS-u, w którego barwach zagrał w 21. meczach ligowych i nie zdobył gola. W kwietniu 2009 roku, podczas treningu, odniósł poważną kontuzję (złamanie palca u nogi), w wyniku której na boisko powrócił dopiero w 3. kolejce sezonu 2009/10. W sezonie 2009/10 wystąpił w 28. meczach ligowych, w których zdobył dwa gole, oba z rzutów karnych. Wiosną 2012 usłyszał - jak podaje blog Piłkarska Mafia - zarzut ustawiania meczów GKS Bełchatów.

#### Polonia Warszawa (2010-2011)
1 czerwca 2010 roku podpisał kontrakt z Polonią Warszawa. W nowym klubie zadebiutował 6 sierpnia, podczas spotkania ligowego z Górnikiem Zabrze. W sumie rozegrał w Polonii Warszawa 18 meczów w sezonie 2010/2011 i zdobył jedną bramkę.

#### Śląsk Wrocław (2011-16.05.2012)
27 czerwca 2011 roku podpisał dwuletni kontrakt z drużyną ówczesnego wicemistrza Polski. W pierwszym sezonie otrzymał w klubie numer 14. W sezonie 2011/2012 ze Śląskiem wywalczył mistrzostwo Polski. 16 maja 2012 rozwiązano umowę za porozumieniem stron. De facto mistrzowie (2011/2012) wyrzucili obrońcę za postawione mu zarzuty korupcji.

#### Maccabi Netanja (2012)
16 lipca dołączył do klubu z Izraela. W październiku rozwiązał kontrakt z izraelskim klubem.

#### Podbeskidzie Bielsko-Biała (2012-2014)
W październiku 2012 podpisał kontrakt z ostatnią drużyną ekstraklasy Podbeskidziem Bielsko-Biała. Zadebiutował w ligowym meczu ze swoim byłym klubem GKS-em Bełchatów. Wiosną sezonu 2014/2015 grał w rezerwach, a następnie odszedł z klubu.

#### KSZO 1929 Ostrowiec Świętokrzyski (2016-)
Od rundy wiosennej sezonu 2015/16 do jesieni 2016/17 występował w III-ligowym KSZO.

### Kariera reprezentacyjna
W maju 2010 roku Dariusz Pietrasiak znalazł się na liście rezerwowej powołań do reprezentacji Polski na mecze towarzyskie z Finlandią, Serbią i Hiszpanią, jednak nie zagrał w żadnym z tych spotkań. 30 sierpnia 2010 roku został powołany do reprezentacji Polski na towarzyskie mecze z Ukrainą i Australią. Ostatecznie w reprezentacji zadebiutował 7 września 2010 roku, podczas przegranego 1-2 meczu z Australią. W spotkaniu tym wystąpił w podstawowym składzie, a w 70. minucie gry został zmieniony przez Euzebiusza Smolarka. Występ Pietrasiaka został jednak, przez polską prasę, oceniony bardzo nisko: Przegląd Sportowy przyznał mu notę 4 w dziesięciostopniowej skali, a Gazeta Wyborcza oceniła jego grę na 1+ w sześciostopniowej skali. 27 września 2010 roku ponownie został powołany do reprezentacji Polski, tym razem na mecze ze Stanami Zjednoczonymi i Ekwadorem. 10 października 2010 roku rozegrał całe spotkanie przeciwko Amerykanom, jednak jego występ ponownie został oceniony bardzo nisko: tygodnik Futbol News wystawił mu notę 2 w sześciostopniowej skali, a portal SportoweFakty.pl 4,5 w dziesięciostopniowej skali.
| Mecze i gole w reprezentacji | Mecze i gole w reprezentacji | Mecze i gole w reprezentacji | Mecze i gole w reprezentacji | Mecze i gole w reprezentacji | Mecze i gole w reprezentacji | Mecze i gole w reprezentacji |
| #                            | Data                         | Miasto                       | Przeciwnik                   | Gol                          | Wynik                        | Rozgrywki                    |
| ---------------------------- | ---------------------------- | ---------------------------- | ---------------------------- | ---------------------------- | ---------------------------- | ---------------------------- |
| 1.                           | 07.09.2010                   | Kraków                       | Australia                    | -                            | 1-2                          | towarzyski                   |
| 2.                           | 09.10.2010                   | Chicago                      | Stany Zjednoczone            | -                            | 2-2                          | towarzyski                   |

## Kariera trenerska
Swoją pracę jako trener Pietrasiak rozpoczął w A-klasowym OKS Opatów, jednocześnie grając w KSZO. W grudniu 2016 roku objął funkcję trenera III-ligowego KSZO 1929 Ostrowiec, zastąpił na tym stanowisku Tadeusza Krawca. Funkcję tę piastował do 6 kwietnia 2017 roku. W końcówce sezonu wrócił do OKS Opatów, gdzie wraz z Mariuszem Kadelą poprowadził zespół w trzech ostatnich kolejkach sezonu oraz meczach barażowych, w których opatowska drużyna wywalczyła awans do klasy okręgowej. W czerwcu 2017 roku Pietrasiak został trenerem IV-ligowego Alitu Ożarów, gdzie zastąpił Piotra Choraba. Drużyna zakończyła rozgrywki na 4. miejscu. 22 czerwca 2018 roku został trenerem III-ligowej Wisły Sandomierz, na tym stanowisku zastąpił Grzegorza Wesołowskiego.